# José Olaya Balandra (Schiff)
Die José Olaya Balandra ist ein Forschungsschiff des peruanischen Instituto del Mar del Perú (IMARPE).

## Geschichte
Das Schiff wurde 1998 auf der Werft Shimonoseki Shipyard & Machinery Works im japanischen Shimonoseki gebaut. Der Bau begann mit dem ersten Stahlschnitt am 9. September 1997. Die Fertigstellung des Schiffes erfolgte im März 1998.
Das Schiff wurde Peru von Japan über die Japan International Cooperation Agency (JICA) zur Verfügung gestellt. Benannt ist es nach José Silveiro Olaya Balandra, einem peruanischen Patrioten im Kampf um Unabhängigkeit von Spanien.

## Technische Daten
Das Schiff wird von einem Caterpillar-Dieselmotor des Typs 3512TA mit 1050 PS Leistung angetrieben. Für die Stromerzeugung stehen drei von Caterpillar-Dieselmotoren des Typs 3304 mit jeweils 65 kW Leistung angetriebene Generatoren zur Verfügung.
Das Schiff ist für die Fischerei- und ozeanographische Forschung ausgerüstet. So ist das Schiff unter anderem mit Echolot- und Sonaranlagen sowie verschiedenen Fangnetzen für den Fischfang und die Probenentnahme mariner Lebewesen ausgerüstet. Für das Schleppen von Netzen und Forschungsgerät stehen Winden zur Verfügung.
Die Decksaufbauten befinden sich in der vorderen Hälfte des Schiffes. Dahinter befindet sich ein offenes Arbeitsdeck. Am Heck ist ein Kran installiert. Ein weiteres Hebewerkzeug befindet sich auf der Backbordseite des Schiffes.
An Bord ist Platz für 14 Besatzungsmitglieder und 16 Wissenschaftler. Das Schiff kann 30 Tage auf See bleiben.